# Freemove Alliance

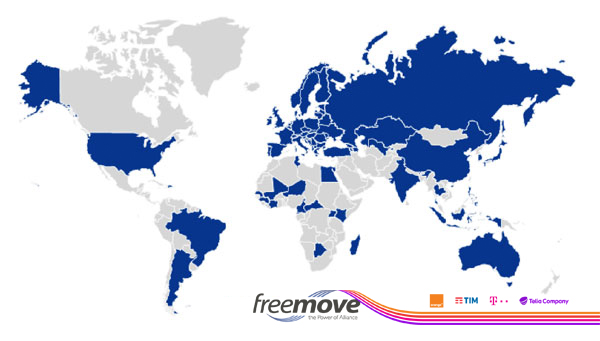
Freemove Weltkarte, Stand 2011

Die Freemove Alliance (Eigenschreibung FreeMove) ist eine Allianz aus vier der führenden europäischen Mobilfunkgesellschaften – Deutsche Telekom, Telia Company, Telecom Italia und Orange. 
An der Gründung unter dem Namen Mobile Alliance im April 2003 waren zunächst nur drei Unternehmen mit ihren jeweiligen Mobilfunktöchtern beteiligt: Deutsche Telekom, Telecom Italia und Telefónica. Orange S.A. bzw. ihre Vorgängerin France Télécom S.A. mit ihrer Orange-Mobilfunktochter kamen später dazu. Nach knapp einem Jahr verkündeten die vier Unternehmen bei einer gemeinsamen Pressekonferenz die Namensänderung auf Freemove Alliance.
Die Allianz sollte die Wettbewerbsposition ihrer Mitglieder vor allem gegen Vodafone stärken. Wenig später formierte sich als konkurrierende Mobilfunkgruppe auch noch die Starmap Mobile Alliance, die sich Anfang 2007 aber aufgelöst hat. Vorbilder dieser Zusammenschlüsse waren die Allianzen von internationalen Fluggesellschaften. Erklärtes Ziel des Gruppe war es, ein abgestimmtes und verbessertes Angebot internationaler Services zu schaffen und bessere Konditionen beim Einkauf von Mobiltelefonen bei den jeweiligen Herstellern zu erreichen. Der Preisvorteil sollte an die Kunden weitergegeben werden. Angebotene Services konzentrierten sich aber auch auf Vereinfachungen beim Roaming von Sprach- und Datendiensten für Businesskunden in über 100 Ländern.
Im Jahr 2006 trat das Gründungsmitglied Telefónica aus der Allianz aus. Es handelte sich um ein Zugeständnis an die Wettbewerbsbehörden. Die von Telefónica  übernommene O₂ war in der konkurrierenden Starmap Mobile Alliance und man befürchtete eine Wettbewerbsverzerrung. Noch im gleichen Jahr wurde der skandinavische Telekommunikationskonzern TeliaSonera, heute Telia Company als neues Mitglied aufgenommen.